# Crystal Palace Football Club 2010-2011
Questa voce raccoglie le informazioni riguardanti il Crystal Palace Football Club nelle competizioni ufficiali della stagione 2010-2011.

## Rosa
| N. |                        | Ruolo | Calciatore      |
| -- | ---------------------- | ----- | --------------- |
| 1  | Argentina (bandiera)   | P     | Julián Speroni  |
| 2  | Inghilterra (bandiera) | D     | Nathaniel Clyne |
| 3  | Inghilterra (bandiera) | D     | David Wright    |
| 4  | Giamaica (bandiera)    | D     | Claude Davis    |
| 5  | Irlanda (bandiera)     | D     | Paddy McCarthy  |
| 6  | Inghilterra (bandiera) | D     | Adam Barrett    |
| 7  | Inghilterra (bandiera) | C     | Darren Ambrose  |
| 8  | Inghilterra (bandiera) | C     | Neil Danns      |
| 9  | Norvegia (bandiera)    | A     | Steffen Iversen |
| 9  | Irlanda (bandiera)     | A     | Alan Lee        |
| 10 | Irlanda (bandiera)     | C     | Owen Garvan     |
| 11 | Galles (bandiera)      | C     | Andy Dorman     |
| 12 | Inghilterra (bandiera) | A     | Calvin Andrew   |
| 13 | Galles (bandiera)      | P     | Lewis Price     |
| 14 | Irlanda (bandiera)     | A     | Sean Scannell   |
| 15 | Inghilterra (bandiera) | C     | Kieron Cadogan  |
| 16 | Irlanda (bandiera)     | A     | Wilfried Zaha   |

| N. |                        | Ruolo | Calciatore       |
| -- | ---------------------- | ----- | ---------------- |
| 19 | Inghilterra (bandiera) | D     | Julian Bennett   |
| 19 | Galles (bandiera)      | A     | Jermaine Easter  |
| 20 | Inghilterra (bandiera) | A     | James Vaughan    |
| 20 | Paesi Bassi (bandiera) | C     | Edgar Davids     |
| 21 | Inghilterra (bandiera) | C     | Kieran Djilali   |
| 23 | Inghilterra (bandiera) | A     | Nathaniel Pinney |
| 25 | Francia (bandiera)     | C     | Alassane N'Diaye |
| 26 | Inghilterra (bandiera) | D     | Matthew Parsons  |
| 27 | Inghilterra (bandiera) | A     | Ibra Sekajja     |
| 28 | Inghilterra (bandiera) | C     | Stuart O'Keefe   |
| 29 | Inghilterra (bandiera) | A     | Dean Moxey       |
| 29 | Inghilterra (bandiera) | A     | Jonathan Obika   |
| 30 | Inghilterra (bandiera) | C     | Alex Marrow      |
| 31 | Inghilterra (bandiera) | D     | Anthony Gardner  |
| 32 | Spagna (bandiera)      | A     | Pablo Couñago    |
| 33 | Paesi Bassi (bandiera) | C     | Kemy Agustien    |
| 34 | Sudafrica (bandiera)   | C     | Kagisho Dikgacoi |

## Risultati

### Football League Championship
| Arbitro: | Woolmer |

|                              |           |                       |
| Zaha 19’ Ambrose 26’ Lee 41’ | Marcatori | 57’ King 84’ Campbell |

| Arbitro: | Swarbrick (Preston) |

|                     |           |  |
| McCarthy 35’ (aut.) | Marcatori |  |

| Arbitro: | Moss (Sunderland) |

|              |           |                                   |
| Danns 90'+3’ | Marcatori | 51’ (rig.) Leadbitter 56’ Edwards |

| Arbitro: | Whitestone |

|                                       |           |  |
| Forte 33’, 45'+1’ O'Connor 71’ (rig.) | Marcatori |  |

| Arbitro: | Hill |

|                                              |           |  |
| Long 37’ (rig.) Harte 65’ (rig.) Kébé 90'+2’ | Marcatori |  |

| Arbitro: | Walton (Long Buckby) |

|                                        |           |            |
| Vaughan 14’, 55’, 59’ Danns 81’ (rig.) | Marcatori | 24’ Kitson |

| Londra 18 settembre 2010, ore 15:00 UTC+1 | Crystal Palace | 0 – 0 referto | Burnley | Selhurst Park (14.451 spett.)\| Arbitro: \| Linington \| |
| Arbitro:                                  | Linington      |               |         |                                                          |

| Arbitro: | Bates (Burslem) |

|                                               |           |  |
| Bueno 14’, 62’ Commons 41’ Green 68’ Kuqi 73’ | Marcatori |  |

| Cardiff 28 settembre 2010, ore 19:45 UTC+1 | Cardiff City      | 0 – 0 referto | Crystal Palace | Cardiff City Stadium (22.007 spett.)\| Arbitro: \| Tanner (Somerset) \| |
| Arbitro:                                   | Tanner (Somerset) |               |                |                                                                         |

| Arbitro: | Friend (Leicestershire) |

|             |           |                             |
| Cadogan 89’ | Marcatori | 49’ Taarabt 90'+3’ Helguson |

| Arbitro: | Russell |

|  |           |                 |
|  | Marcatori | 53’ T. Robinson |

| Arbitro: | Hegley |

|          |           |                         |
| Holt 43’ | Marcatori | 56’ Bennett 63’ Gardner |

| Arbitro: | Eltringham |

|                                         |           |                                   |
| Parkin 13’, 25’ Treacy 36’ Davidson 66’ | Marcatori | 20’ Garvan 69’ Dorman 80’ Vaughan |

| Arbitro: | Graham |

|  |           |                                   |
|  | Marcatori | 6’ Sinclair 71’ Pratley 80’ Allen |

| Arbitro: | Haywood |

|                              |           |             |
| Kink 76’ McCarthy 85’ (aut.) | Marcatori | 29’ Couñago |

| Arbitro: | Penn |

|                             |           |                      |
| Ambrose 18’ Garvan 56’, 59’ | Marcatori | 48’ Graham 52’ Mutch |

| Arbitro: | Miller |

|                         |           |  |
| Ambrose 33’, 54’ (rig.) | Marcatori |  |

| Arbitro: | Taylor (Wythenshawe) |

|                                                      |           |                              |
| Cresswell 39’ (rig.) Evans 85’ Bogdanović 87’ (rig.) | Marcatori | 18’ (rig.) Danns 63’ Vaughan |

| Arbitro: | D'Urso |

|             |           |  |
| Couñago 35’ | Marcatori |  |

| Arbitro: | Haines |

|                  |           |           |
| Becchio 81’, 83’ | Marcatori | 44’ Danns |

| Londra 11 dicembre 2010, ore 17:20 UTC+1 | Crystal Palace    | 0 – 0 referto | Hull City | Selhurst Park (13.341 spett.)\| Arbitro: \| Tanner (Somerset) \| |
| Arbitro:                                 | Tanner (Somerset) |               |           |                                                                  |

| Arbitro: | Woolmer |

|                                      |           |  |
| Chambers 31’ Tudgay 46’ McCleary 85’ | Marcatori |  |

| Arbitro: | Tierney |

|                      |           |          |
| Pitman 90'+5’ (rig.) | Marcatori | 2’ Danns |

| Arbitro: | Swarbrick (Preston) |

|                       |           |  |
| Puncheon 8’, 65’, 71’ | Marcatori |  |

| Arbitro: | Hill |

|             |           |  |
| Iversen 58’ | Marcatori |  |

| Arbitro: | Moss (Sunderland) |

|                                             |           |  |
| Pratley 43’ Sinclair 56’ (rig.), 61’ (rig.) | Marcatori |  |

| Londra 22 gennaio 2011, ore 15:00 UTC+1 | Crystal Palace | 0 – 0 referto | Bristol City | Selhurst Park (14.128 spett.)\| Arbitro: \| Naylor \| |
| Arbitro:                                | Naylor         |               |              |                                                       |

| Londra 29 gennaio 2011, ore 15:00 UTC+1 | Crystal Palace | 0 – 0 referto | Norwich City | Selhurst Park (16.327 spett.)\| Arbitro: \| McDermid \| |
| Arbitro:                                | McDermid       |               |              |                                                         |

| Arbitro: | Stroud (Bournemouth) |

|             |           |             |
| Weimann 10’ | Marcatori | 40’ Vaughan |

| Arbitro: | East |

|             |           |  |
| Vaughan 36’ | Marcatori |  |

| Arbitro: | Wright |

|                   |           |                |
| Wood 34’ King 79’ | Marcatori | 90'+1’ Iversen |

| Arbitro: | Hill |

|             |           |  |
| Ambrose 69’ | Marcatori |  |

| Arbitro: | Malone |

|            |           |  |
| Nugent 65’ | Marcatori |  |

| Arbitro: | Bates (Burslem) |

|                                 |           |                                   |
| Ambrose 1’ Danns 25’ Easter 68’ | Marcatori | 30’ (rig.) Long 49’ Kébé 73’ Hunt |

| Arbitro: | D'Urso (Billericay) |

|              |           |  |
| Rodriguez 3’ | Marcatori |  |

| Arbitro: | Russell |

|              |           |  |
| Dikgacoi 82’ | Marcatori |  |

| Arbitro: | Atkinson (Bradford) |

|                          |           |             |
| Helguson 20’, 54’ (rig.) | Marcatori | 40’ Vaughan |

| Arbitro: | Moss (Sunderland) |

|                              |           |                     |
| Moxey 21’ Ambrose 88’ (rig.) | Marcatori | 7’ Pearson 63’ Ward |

| Arbitro: | Evans |

|                              |           |              |
| Danns 29’ Vaughan 75’ (rig.) | Marcatori | 43’ Harewood |

| Arbitro: | Salisbury |

|                 |           |              |
| Carson 39’, 66’ | Marcatori | 73’ McCarthy |

| Arbitro: | Williamson |

|            |           |              |
| Oakley 58’ | Marcatori | 31’ Scannell |

| Arbitro: | Stroud (Bournemouth) |

|              |           |                      |
| Scannell 70’ | Marcatori | 25’ Mirfin 57’ Núñez |

| Doncaster 22 aprile 2011, ore 15:00 UTC+1 | Doncaster | 0 – 0 referto | Crystal Palace | Keepmoat Stadium (14.312 spett.)\| Arbitro: \| Webster \| |
| Arbitro:                                  | Webster   |               |                |                                                           |

| Arbitro: | Swarbrick (Preston) |

|          |           |  |
| Danns 2’ | Marcatori |  |

| Arbitro: | Woolmer |

|             |           |             |
| Gerrard 31’ | Marcatori | 88’ Sekajja |

| Arbitro: | Woolmer |

|  |           |                                       |
|  | Marcatori | 17’ McGugan 70’ Tudgay 80’ McGoldrick |

### Football League Cup
| Arbitro: | Gibbs |

|  |           |            |
|  | Marcatori | 90'+1’ Lee |

| Arbitro: | Phillips |

|                                                 |                      |                                                     |
| Nugent 57’                                      | Marcatori            | 81’ (aut.) Sonko                                    |
| Brown Wilson Smith Pack Çiftçi Dickinson Hughes | Tiri di rigore 4 – 3 | Djilali Cadogan Obika McCarthy Garvan Clyne Barrett |

### FA Cup
| Arbitro: | Pawson |

|                        |           |           |
| Eastwood 15’ Baker 17’ | Marcatori | 81’ Danns |